# Réactions internationales à la guerre de Gaza de 2014
Pour un article plus général, voir Guerre de Gaza de 2014.
Les réactions internationales à l'opération Bordure protectrice sont venues de nombreux gouvernements et organisations internationales et ont souvent pris la forme de manifestations de la société civile, qui, dans plusieurs cas, étaient différentes de la position officielle des gouvernements.

## Réactions officielles

### Parties en présence
Le Premier ministre Benyamin Netanyahou a rejeté les critiques de groupes de droits de l'homme locaux et internationaux et a promis de continuer les attaques. Il a déclaré « qu'aucune pression internationale ne peut empêcher Israël de poursuivre son opération à Gaza... Les dirigeants du Hamas se cachent derrière les citoyens de Gaza et ils sont responsables de toutes les victimes. »
Le président palestinien Mahmoud Abbas accuse Israël de commettre un « génocide » dans la bande de Gaza : « Ceci est un génocide. Le meurtre de familles entières est un génocide commis par Israël contre notre peuple palestinien ».
Le Hamas a déclaré que « tous les Israéliens sont devenus des cibles légitimes, » et a insisté pour qu'Israël mette fin à toutes les attaques sur Gaza, libère ceux arrêtés lors de la répression en Cisjordanie, lève le blocus sur Gaza et revienne aux conditions du cessez-le-feu de 2012 comme conditions pour un cessez-le feu.

### Organisations internationales
Nabil el-Arabi avait « chargé le représentant de la Ligue arabe auprès de l'ONU d'entamer des consultations urgentes au sein du groupe arabe pour réclamer la tenue d'une réunion d'urgence du Conseil de sécurité» a déclaré un officiel de la Ligue.
Le secrétaire général de l'Organisation des Nations unies, Ban Ki-moon, « condamne les récents tirs de roquettes lancées contre Israël depuis Gaza et les bombardements aériens de Gaza, et appelle de nouveau les deux camps à exercer le maximum de retenue», indique la déclaration communiquée par son porte-parole. 
 « Le Secrétaire général est extrêmement préoccupé par la dangereuse escalade de la violence, qui a déjà entraîné la mort de plusieurs Palestiniens et fait de nombreux blessés après des opérations israéliennes contre la bande de Gaza », précise la déclaration.
Ravina Shamdasani, porte-parole du Haut-Commissariat des Nations unies aux droits de l'homme, a déclaré « Nous avons reçu des rapports troublants sur le fait que nombre de victimes civiles, y compris des enfants, sont le résultat de frappes sur des maisons ». « Ces rapports appellent à des doutes sur le fait que ces frappes sont conformes aux lois humanitaires internationales et aux lois internationales sur les droits humains », ajoute-t-elle.
Le Parlement européen appelle le 17 juillet à un « accord de cessez-le-feu » entre Israël et le Hamas, en soulignant qu'il n'existait « aucune justification à des attaques ciblant délibérément des civils innocents ». Le Parlement appelle « le Hamas et les autres groupes armés » à « mettre un terme immédiatement » à leurs tirs de roquettes sur Israël depuis la bande de Gaza. Il demande également la fin « de toute action militaire israélienne contre Gaza ».
L'Organisation de la coopération islamique a annoncé la tenue d'une réunion ministérielle «extraordinaire» pour discuter «de la violente campagne israélienne contre la Palestine».
Le 3 août 2014, au nom des 28 membres de l'Union européenne et appuyé par le président de la Commission européenne José Manuel Barroso, Herman Van Rompuy a demandé dans un texte « l'arrêt immédiat » du bain de sang provoqué par l'opération militaire israélienne à Gaza. « Le bain de sang doit cesser » a affirmé président du Conseil européen.

### États

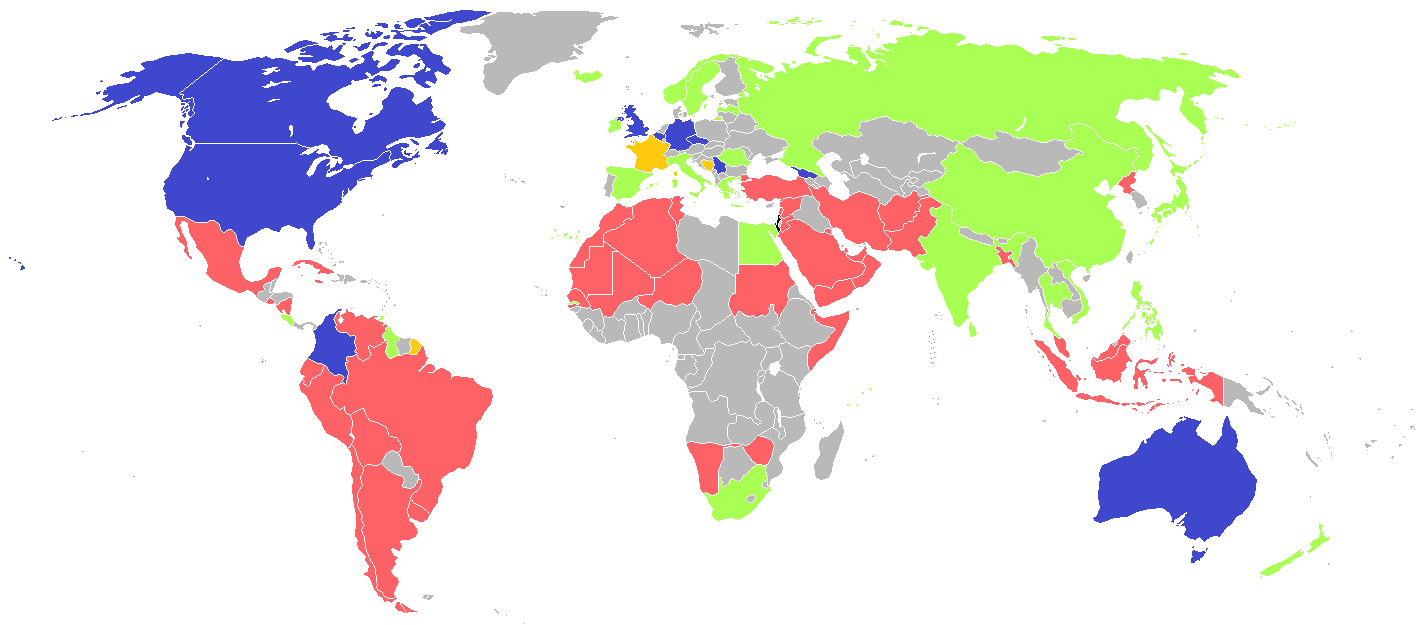
Israël et Gaza.
Pays ayant condamné l'action d'Israël.
Pays ayant soutenu la position israélienne ou soutenu le droit d'Israël à se défendre.
Pays ayant appelé à la fin des hostilités et ayant condamné les deux ou aucun des belligérants.
Pays ayant des réactions officielles mixtes.

Dans un communiqué, le ministère des Affaires étrangères algérien « appelle la communauté internationale à agir d’urgence pour mettre fin à l’escalade grave de la violence israélienne en Palestine et condamner avec force la poursuite des agressions barbares à l’encontre du peuple palestinien dans la bande de Gaza. », et considère « que ces attaques féroces n’auraient jamais atteint une telle ampleur d’intimidation des Palestiniens et de restriction des libertés sans le silence coupable de la communauté internationale qui encourage l’occupation à poursuivre sa politique arbitraire, expansionniste et criminelle ».
La chancelière Angela Merkel a dit au chef du gouvernement israélien « Il n'y a aucune justification à ces tirs». « Le tir de missiles meurtriers sur Israël doit cesser immédiatement», avait auparavant déclaré le ministre allemand des Affaires étrangères.
Le président de la république serbe de Bosnie, Milorad Dodik a exprimé son soutien à Israël et au peuple juif. Il a déclaré que la république serbe de Bosnie suivra de près les événements dans la bande de Gaza, il a soutenu le droit d'Israël de protéger ses citoyens et leurs biens et se défendre contre "les menaces terroristes et les actions des groupes de militants islamistes». , mais à condition espoir à des fins pacifiques la résolution des conflits . Bakir Izetbegović, le membre bosniaque de la Présidence de Bosnie-Herzégovine, a appelé à mettre fin au conflit israélo-palestinien et a déclaré qu'il souhaitait que « la coexistence pacifique de tous les habitants de la bande de Gaza et d'autres lieux ». Il a déclaré que la bande de Gaza « était depuis de nombreuses années une cible d'une attaque israélienne » et a averti que le monde a été « s'habitue à la violence perpétrée par Israël ».
La présidente du Brésil Dilma Rousseff a qualifié le 28 juillet de « massacre » et d'action « disproportionnée » l'offensive d'Israël à Gaza qui a déjà fait quelque 1.050 morts palestiniens, pour plus des trois-quarts des civils : « Ce qui se passe à Gaza est quelque chose de dangereux. Je ne pense pas que ce soit un génocide mais je pense que c'est un massacre (...) Il s'agit d'une action disproportionnée. » a affirmé la présidente lors d'un débat organisé par le quotidien Folha de Sao Paulo.
Pour le ministre des Affaires étrangères canadien John Baird, le Hamas n'est pas intéressé par la paix. Le chef de la diplomatie canadienne a réitéré l'appui d'Ottawa au droit d'Israël de se défendre devant les attaques du Hamas, une « organisation terroriste ». « Nous ne devons jamais permettre au relativisme moral de servir de prétexte aux attaques contre Israël », a-t-il déclaré.
Le ministère des Affaires étrangères égyptien a publié un communiqué déclarant « L’Égypte refuse l’escalade (de violence) irresponsable d’Israël», et critiquant « l’usage excessif et superflu de la force militaire qui conduit à la mort de civils innocents».
Le président américain Barack Obama « a exprimé sa crainte d’une escalade et souligné la nécessité pour toutes les parties de faire leur possible pour protéger les civils et restaurer l’apaisement», rapporte la Maison-Blanche dans un communiqué. 
 «Les États-Unis restent prêts à faciliter une cessation des hostilités, y compris le retour à l’accord de cessez-le-feu de novembre 2012», ajoute le communiqué.
Le président français François Hollande indique qu'il a exprimé le 9 juillet au Premier ministre israélien « la solidarité de la France face aux tirs de roquettes » et que la « France condamne fermement les agressions contre Israël. Il appartient au gouvernement israélien de prendre toutes les mesures pour protéger sa population face aux menaces ». Laurent Fabius, ministre des Affaires étrangères, plaide le 22 juillet pour un cessez-le-feu entre Israël et le Hamas, en affirmant que « rien ne peut justifier la poursuite des massacres ».
Le président iranien Hassan Rohani a déclaré « Aider le peuple palestinien opprimé et empêcher le régime sioniste de mener ses atrocités est de la responsabilité de toutes les organisations internationales et de la liberté des pays aimer dans le monde ». Le 23 juillet le guide suprême iranien, l'ayatollah Ali Khamenei demande aux Palestiniens de poursuivre la lutte armée contre Israël et de l'étendre à la Cisjordanie : « La seule façon de faire face à ce régime sauvage (Israël, ndlr) est de poursuivre la résistance, la lutte armée et de l'étendre à la Cisjordanie » ajoutant « la seule solution véritable est la disparition d'Israël mais cela ne veut pas dire l'anéantissement du peuple juif de cette région ».
Dans un communiqué du 9 juillet 2014, le ministère des Affaires étrangères et de la Coopération marocain « condamne vivement l'escalade militaire dangereuse des forces d'occupation israéliennes contre la bande de Gaza et les agressions répétées contre le peuple palestinien, ainsi que les frappes barbares qui ont visé les maisons et ciblé les civils palestiniens, ayant fait des dizaines de morts et un grand nombre de blessés.[...] Le Maroc appelle la communauté internationale à assumer pleinement ses responsabilités et intervenir d'urgence pour mettre immédiatement un terme à cette agression ».
Le Premier ministre serbe Aleksandar Vučić a déclaré que la Serbie respecte le droit de l'Etat d'Israël à exister et à vivre paisiblement. Il a exprimé l'espoir que la situation va être résolue pacifiquement et que la vie quotidienne sera de retour à la normale.
Dans un communiqué, le ministère des Affaires étrangères tunisien condamne vivement la grave escalade militaire israélienne dans la bande de Gaza, qui a fait plusieurs morts et blessés parmi les civils palestiniens. « La Tunisie réitère sa solidarité avec le peuple palestinien et appelle la communauté internationale, et le Conseil de Sécurité à assumer leurs responsabilités, et à procéder à une intervention rapide pour amener le gouvernement israélien à décréter l’arrêt total et immédiat de ses agressions injustifiées », ajoute le communiqué.
Le Premier ministre turc Recep Tayyip Erdoğan a accusé Israël de suivre une politique fondée sur le « mensonge » en ce qui concerne ses bombardements sur Gaza, de « terroriser la région » en bombardant la bande de Gaza. Il a en outre lancé samedi 19 juillet une nouvelle attaque virulente contre Israël, comparant la mentalité de certains Israéliens, dont en particulier la députée israélienne de droite Ayelet Shaked, à celle d'Adolf Hitler.
Le 18 juillet 2014, le pape François appelle « personnellement » les présidents israélien Shimon Peres et palestinien Mahmoud Abbas, pour exprimer « sa forte préoccupation au sujet de l'actuelle situation de guerre » qui concerne « tout particulièrement » la bande de Gaza.

## Autres réactions

### Organisations non gouvernementales
Amnesty International a exhorté « toutes les parties à protéger les vies des civils pris dans les hostilités ».
Dans un communiqué publié le 21 juillet, Amnesty International déclare que des crimes de guerre ont été commis par les deux camps lors du conflit.
Sarah Leah Whitson (en), de Human Rights Watch, a déclaré : « Le gouvernement israélien parle de la ‘précision’ de ses attaques, mais il est difficile d’utiliser ce mot pour des frappes qui touchent des cibles non militaires et qui tuent de nombreux civils ». « Ces dernières attaques menées par Israël dans la bande de Gaza s'inscrivent malheureusement dans une longue lignée de frappes aériennes illicites avec un nombre élevé de victimes civiles », ajoute-t-elle.
Le 21 juillet, Human Rights Watch affirme que les forces armées israéliennes ont mené des « attaques délibérées ou imprudentes contre des personnes qui étaient clairement des civils », l'organisme précise que ces attaques « sont également susceptibles de constituer des violations des lois de la guerre qui s’apparentent à des crimes de guerre ». Concernant les groupes armés palestiniens, Human Rights Watch déclare que ces derniers « ont de leur côté poursuivi leurs tirs aveugles de roquettes contre des centres de population israéliens, en violation des lois de la guerre ».
Le Centre palestinien pour les droits de l'homme accuse l’armée israélienne d’utiliser des obus qui pulvérisent des milliers de fléchettes minuscules et potentiellement mortelles. Tsahal n'a pas démenti ces informations et affirme que ces armes sont légales sur le plan international.

### Associations
La vice-présidente de l'Union juive française pour la paix, Michèle Sibony dénonce l'ensemble des opérations israéliennes ainsi que la non-réaction du président François Hollande,.
Conseil représentatif des institutions juives de France - sur son site officiel, la CRIF soutient Israël en affirmant son droit de se défendre, la CRIF dénonce aussi le Hamas en écrivant que c'est une menace pour la démocratie, qu'elle prend des civils innocent comme boucliers humains.

### Réactions de personnalités diverses
Une tribune dans The Guardian appelant à un embargo militaire sur Israël a été signée par plusieurs personnalités dont Adolfo Pérez Esquivel, Alice Walker, l'Archévêque Desmond Tutu, Brian Eno, Chris Hedges, Frei Betto, Jody Williams, Ken Loach, Mike Leigh, Noam Chomsky, Nurit Peled, Richard Falk, Rigoberta Menchú, Roger Waters… 
Lors d’un concert en juillet 2014 à Dublin, le groupe Massive Attack profite de celui-ci pour exprimer sa solidarité avec Gaza, en projetant sur scène le message suivant: «Gaza est occupée ou sous restrictions depuis 1948 ».
Les réalisateurs israéliens, Ronit et Shlomi Elkabetz, Keren Yedaya et Nadav Lapid demandent un cessez-le-feu. Penélope Cruz, Javier Bardem et Pedro Almodóvar dénoncent un «génocide» contre la population civile palestinienne dans la bande de Gaza» dans The Hollywood Reporter.
Éric Cantona publie dans Mediapart une lettre ouverte au président de la République, François Hollande pour lui faire part de son point de vue sur le conflit.
Le 18 juillet 2014, Jean-Marie Le Pen déclare sur son blog que la population de Gaza est martyre et qu'elle est traitée avec la connivence internationale de manière inhumaine. En outre, il compare les bombardements israéliens avec les bombardements aveugles des flottes aériennes alliées durant la Seconde Guerre mondiale.
De nombreux artistes de renommée internationale, dont entre autres Brian Eno, Madonna, Mia Farrow, Rihanna, Mike Leigh, Ken Loach, Aki Kaurismäki, Javier Bardem, Penelope Cruz et Pedro Almodóvar, ont pris publiquement position contre Israël et s'interrogent sur le soutien financier et militaire apporté au conflit par les États-Unis . Penelope Cruz et Javier Bardem sont alors placés sur la liste noire de certains studios, à Hollywood. Gilbert Montagné annonce son intention de faire son alyah lors d'un concert à Tel-Aviv.
Dans un « manifeste », largement commenté dans les milieux d'extrême droite, Aymeric Chauprade, conseiller aux questions internationales de Marine Le Pen, définit une ligne moins antisioniste et plus interventionniste face au fondamentalisme sunnite, seul « véritable ennemi de la France ». Il déclare aussi que « les Européens de l'Ouest se trouvent dans le même bain que les Israéliens ».

## Aide humanitaire
Le 22 juillet, les Émirats arabes unis ont annoncé qu'ils seraient prêts à donner 41 millions de dollars d'aide aux habitants de Gazaet le gouvernement américain a annoncé 47 millions de dollars l'aide. La France a débloqué 11 millions d'euros dont une première tranche de 8 millions sera rapidement versée à l'Autorité palestinienne selon François Hollande.
Le 24 juillet, le Maroc accorde une aide de 10 millions de dirhams à Gaza, ainsi que deux avions militaires qui ont transporté des médicaments, lait en poudre pour enfants, riz, produits d'hygiène, tentes familiales, couvertures, matelas et groupes électrogènes pour la population palestinienne.

## Manifestations

### Répercussions en France

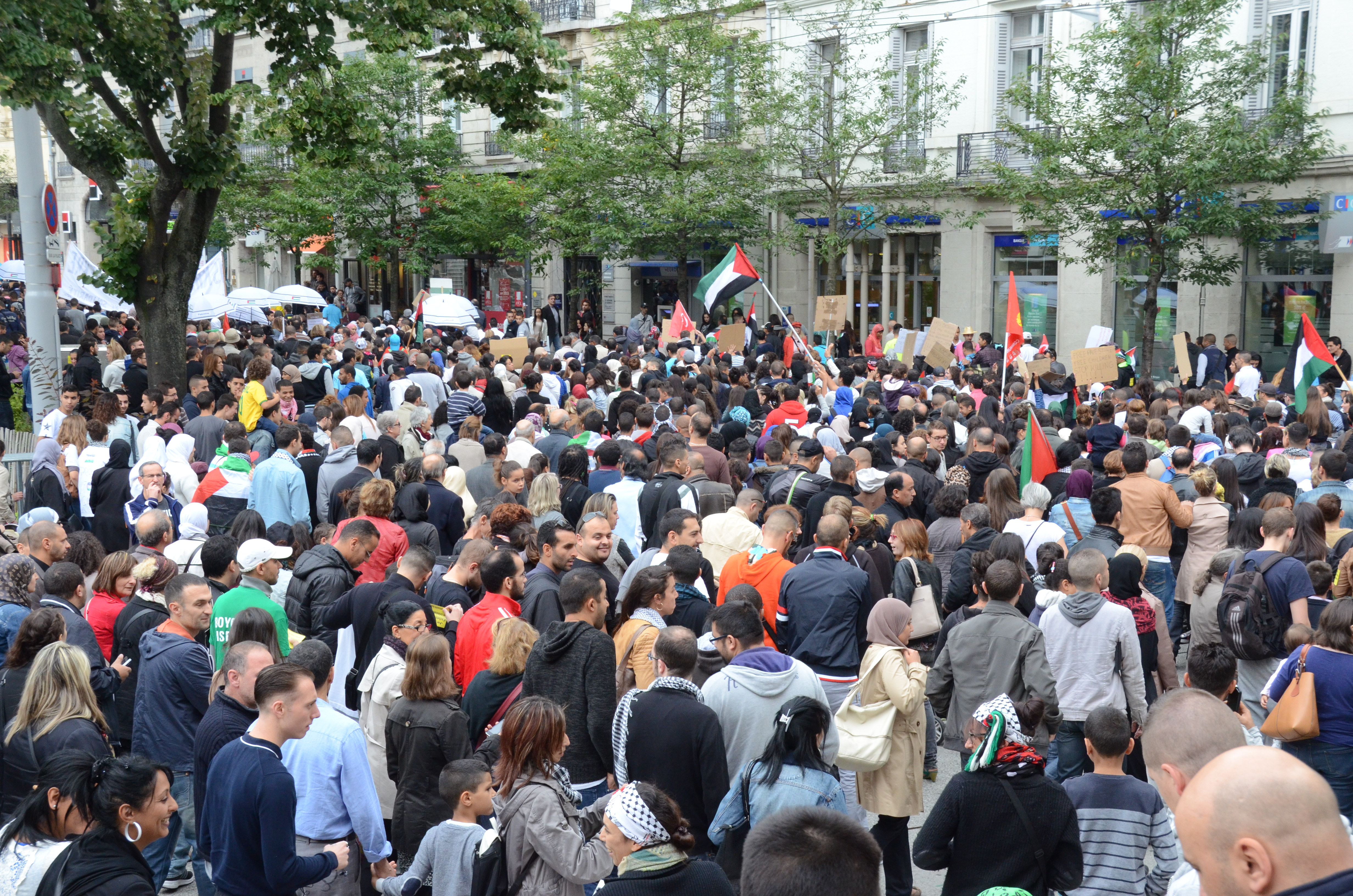
Manifestation pro-palestinienne à Saint-Étienne le 12 juillet.

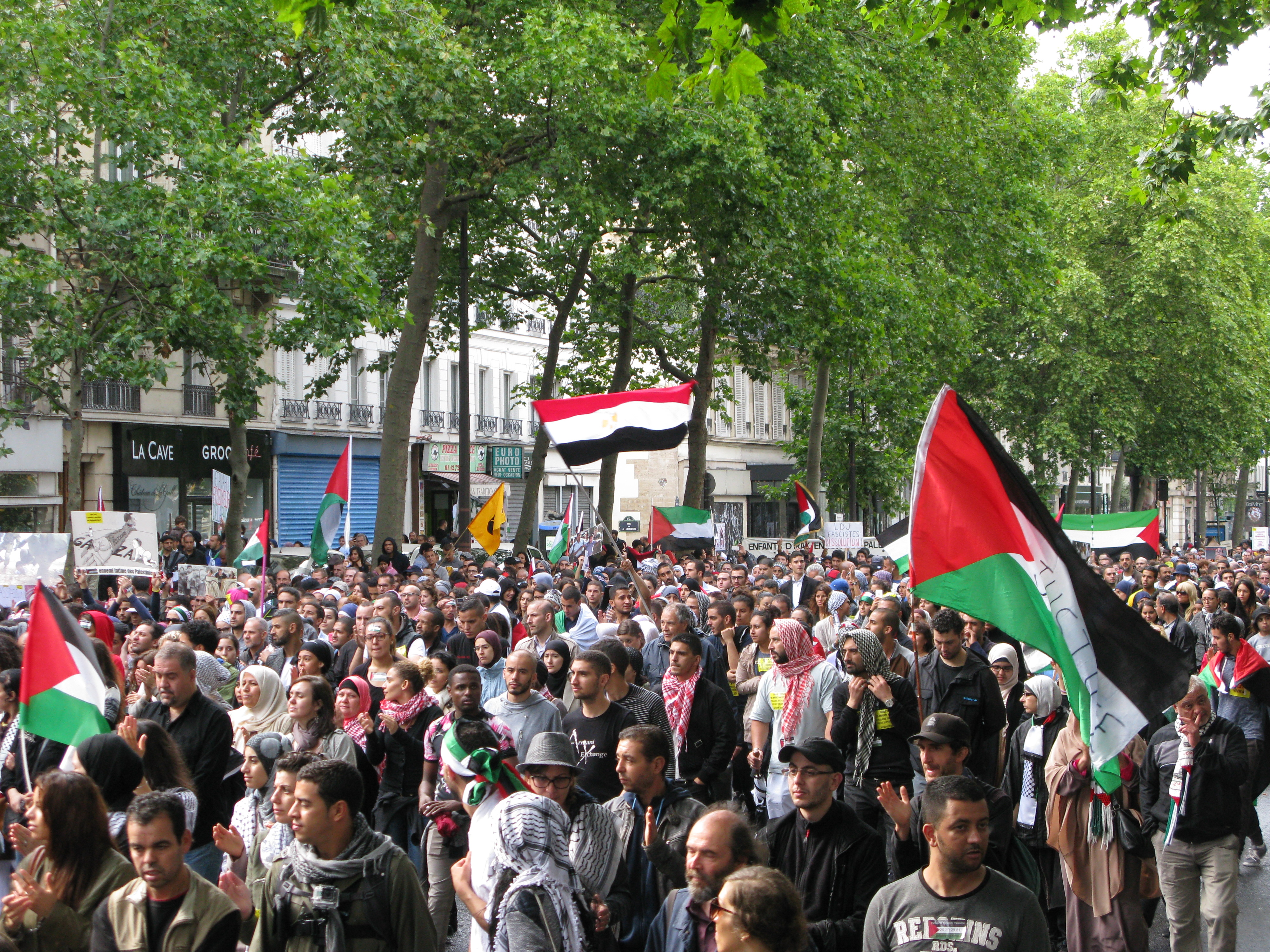
Manifestation pro-palestinienne à Paris, le 13 juillet.

Plusieurs manifestations de soutien au peuple palestinien ont eu lieu en France le 12 juillet, comme à Montpellier ou Saint-Étienne (2 000 personnes ).
Des manifestations pro-palestiniennes ont lieu dans plusieurs villes françaises le 13 juillet. À Paris, la situation devient critique quand certains manifestants passent à proximité de la synagogue de la rue de la Roquette, la manifestation dégénère en heurts entre militants pro-palestiniens, la Ligue de défense juive, le Betar et les forces de l'ordre. À la suite de quoi, Anne Hidalgo, maire de Paris, condamne « fermement ces actions qui ont visé des lieux de culte » et appelle « au calme face aux tensions constatées depuis plusieurs jours au Proche-Orient ». Ces évènements sont repris dans la presse étrangère,. Certains médias parlent d'instrumentalisation de la part de la LDJ,. Le rabbin de la synagogue située rue de la Roquette confirmera au micro d'i-Télé qu'à aucun moment la synagogue n'a été visée par les manifestants. Par ailleurs, des drapeaux de l'État islamique ont pu être observés lors de la manifestation.
La préfecture de police de Paris a interdit une manifestation « pro-palestinienne » prévue à Paris le 19 juillet après les heurts survenus devant les deux synagogues parisiennes. Le ministre de l'Intérieur, Bernard Cazeneuve, a pris cette décision jugeant intolérables les actes violents survenus le 13 juillet et que « la république n'est pas compatible avec la haine. La République n'est pas compatible avec la xénophobie, l'antisémitisme ne peut pas parler une seconde fois ».
Les organisateurs ont introduit un référé liberté devant la justice administrative mais au soir du 18 juillet le tribunal a confirmé l'interdiction,. Le Nouveau Parti anticapitaliste se déclare « indigné de cette interdiction » et appelle tout de même à se rassembler samedi 19 juillet. La Ligue des droits de l'homme déplore elle aussi l'interdiction parisienne qui constitue, selon elle, « une entrave manifeste à une liberté constitutionnelle et un déni de réalité. » Europe Écologie Les Verts, quelques députés PS (Alexis Bachelay, Yann Galut, Razzy Hammadi, Mathieu Hanotin, Pascal Cherki et Philippe Doucet) ont également fait part de leur indignation. Le Parti communiste français, quant à lui, dénonce « une entrave gravissime et extrêmement préoccupante au droit de manifester, reconnu par la Convention européenne des droits de l'homme, et à la liberté politique en général ». La présence de manifestants proches d'Alain Soral est redoutée par le Parti communiste et par des membres de Génération Palestine et du réseau Palestine.
Finalement, samedi 19 juillet 2014, plusieurs manifestations autorisées se déroulent dans le calme tandis que celle de Paris, interdite, dégénère,,. Le lendemain, une autre manifestation non autorisée a lieu conduisant une violente émeute à Sarcelles,, des peines de prison avec sursis ou fermes étant rendues par le tribunal correctionnel de Paris. Manuel Valls a déclaré : « Ce qui s’est passé à Sarcelles est intolérable, s’attaquer à une synagogue à une épicerie kasher, c’est tout simplement de l’antisémitisme, du racisme » et que « rien en France ne peut justifier la violence, rien ne peut justifier qu’on s’en prenne à des synagogues, à des épiceries, des magasins, des institutions juives ».
Le Collectif national pour une paix juste et durable entre Israéliens et Palestiniens, composé d'une cinquantaine d'associations, de mouvements politiques et de syndicats, est autorisé à manifester le mercredi 23 juillet à Paris. Cette manifestation compte entre 15 000 et 30 000 participants et se disperse dans le calme peu après 20 heures.
Le collectif « Gaza Firm » participe à ces manifestations. Selon Marine Turchi, de Mediapart, il regroupe des jeunes dépolitisés, distincts des milieux historiques de la cause palestinienne, et désireux d'en découdre avec les organisations juives d'extrême droite. Selon Metronews, ils seraient issus des supporters ultras du Paris Saint-Germain, à savoir des anciens du virage Auteuil et de Karsud ayant des liens avec la frange radicale de la tribune Boulogne. Soutenu par Égalité et Réconciliation, ce collectif nie tout lien avec Alain Soral, Dieudonné ou le PSG,. D'après Youssef Boussoumah des Indigènes de la République, ils ne représentent qu'une quarantaine de personnes et « sont ultra-minoritaires ». Pour le politologue Gilles Kepel, les manifestations françaises « expriment la porosité entre antisémites d’extrême droite, conspirationnistes inspirés par Soral et Dieudonné et islamistes galvanisés par la proclamation du califat à Mossoul par Daech, au détriment des alliances traditionnelles entre la gauche et l’extrême gauche françaises, antisionistes par solidarité avec les souffrances des Palestiniens, et les descendants de l’immigration postcoloniale. Elles culminent dans l’attaque des synagogues et le pillage des commerces juifs et chaldéens à Sarcelles, lesquels posent la question d’une rémanence de l’antisémitisme populaire, qui n’est pas le fait, en l’occurrence, des “catholiques zombies” » (concept utilisé par Emmanuel Todd et Hervé Le Bras).
Le 27 juillet, à Marseille, comptant près d'un millier de participants, a lieu la première manifestation de soutien à Israël à l'appel du CRIF, du Consistoire et du Fonds social juif.

Le 31 juillet 2014, de 4 500 à 6 000 personnes ont manifesté devant l'ambassade d'Israël à Paris leur solidarité avec ce pays.

### Répercussions dans le reste du monde

#### En soutien à la Palestine
D'autres manifestations en soutien à Gaza ont lieu dans de nombreux pays : Royaume-Uni, Allemagne,, Israël, Inde, Indonésie, Afghanistan, Bangladesh, Afrique du Sud, Cisjordanie, Bahreïn, Espagne, Iran, États-Unis, Nicaragua, Turquie, Sri Lanka et Grèce. Aucune de ces manifestations n'a été marqué par des violences comme celles de Paris les 19 et 20 juillet 2014.
En Turquie, des centaines de manifestants turcs ont attaqué le 18 juillet le consulat général d'Israël à Istanbul, provoquant une intervention musclée des forces de l'ordre.
Comme c'est le cas chaque année, des manifestations ont été organisées à travers l'Iran à l'occasion du dernier vendredi du mois de Ramadan en solidarité avec les Palestiniens et contre Israël, des centaines de milliers d'Iraniens ont manifesté à Téhéran et dans tout le pays,.

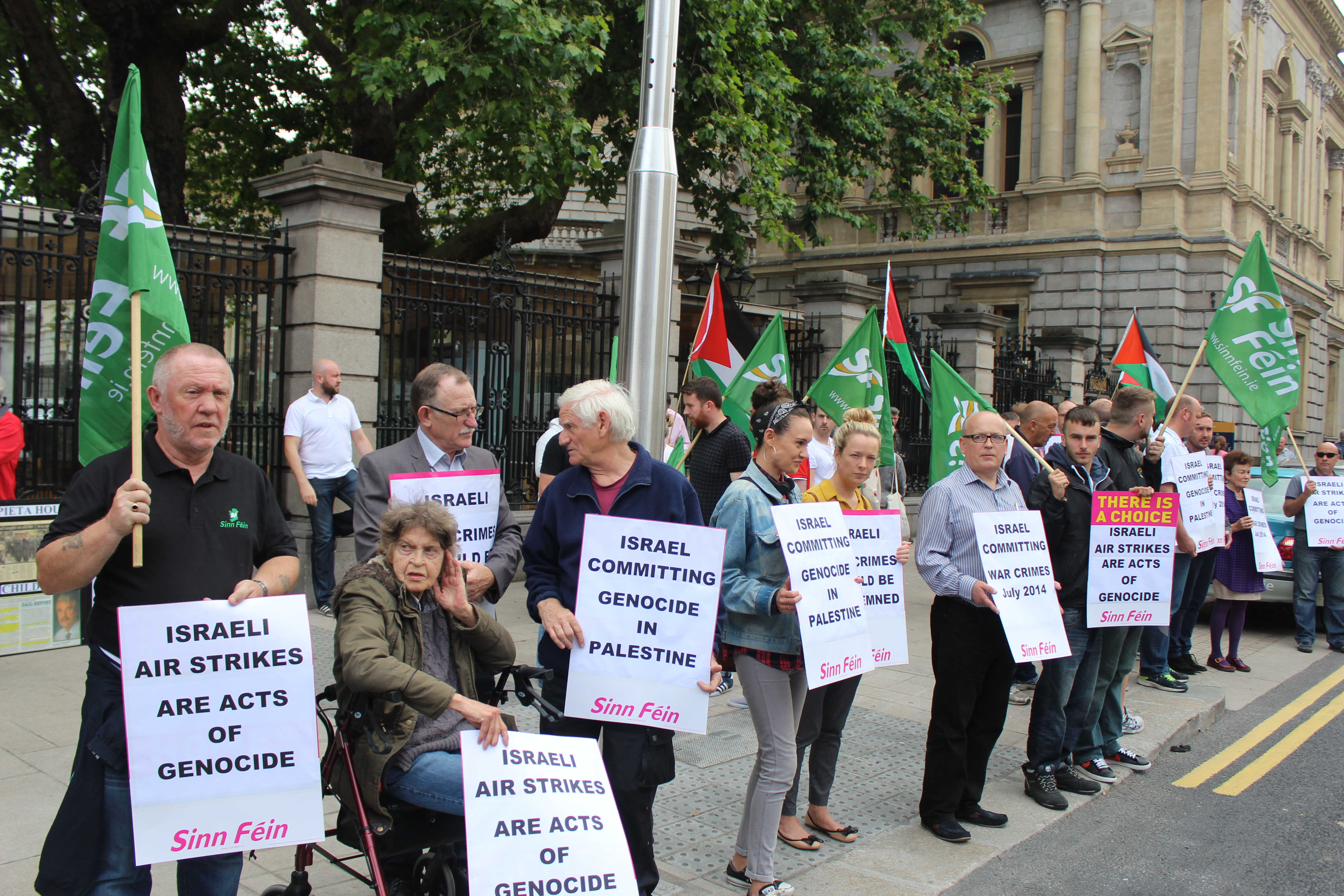
Manifestation condamnant les attaques israéliennes sur Gaza à Dublin (Irlande).
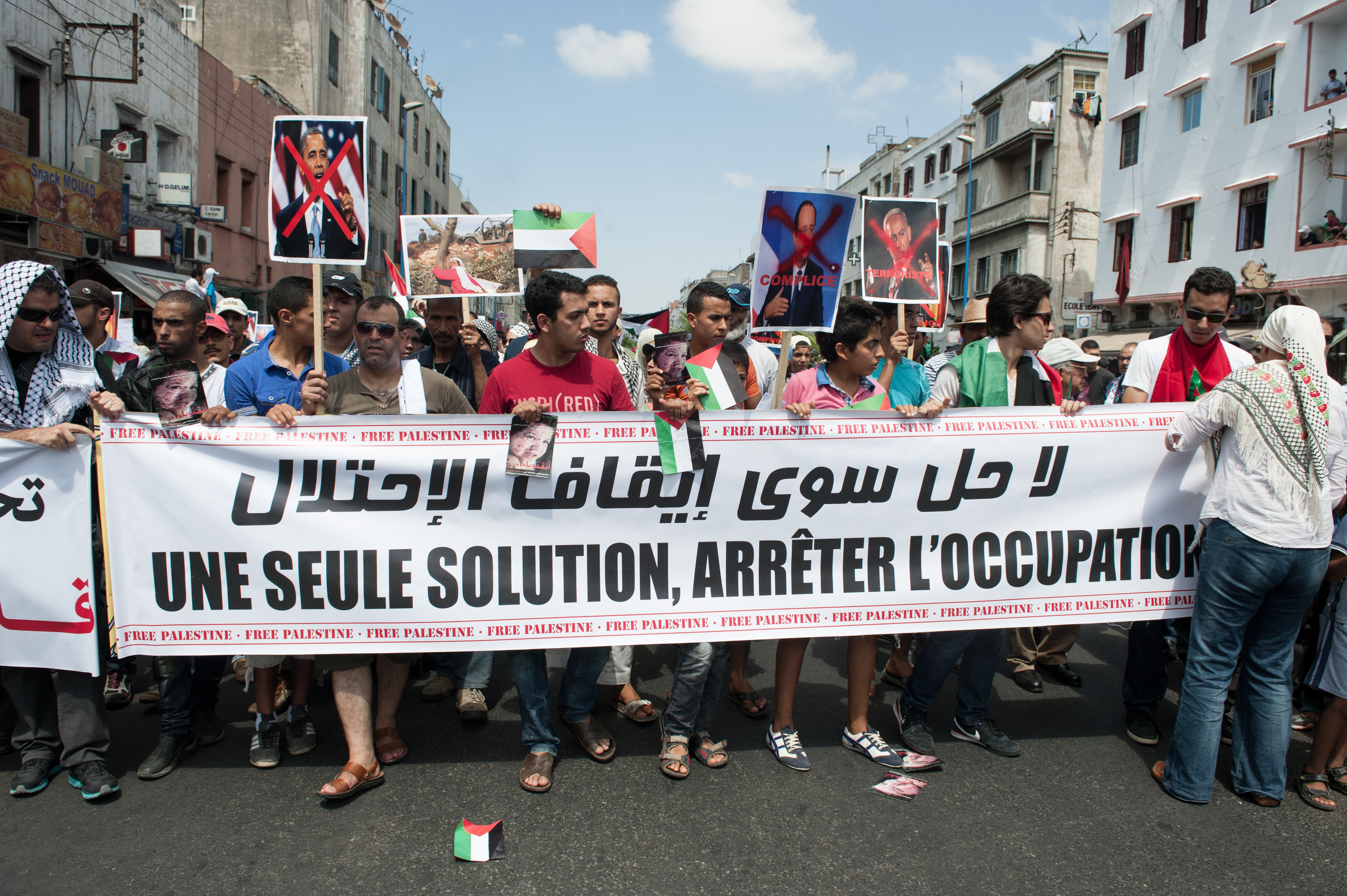
Manifestation pro-palestinienne à Casablanca (Maroc).
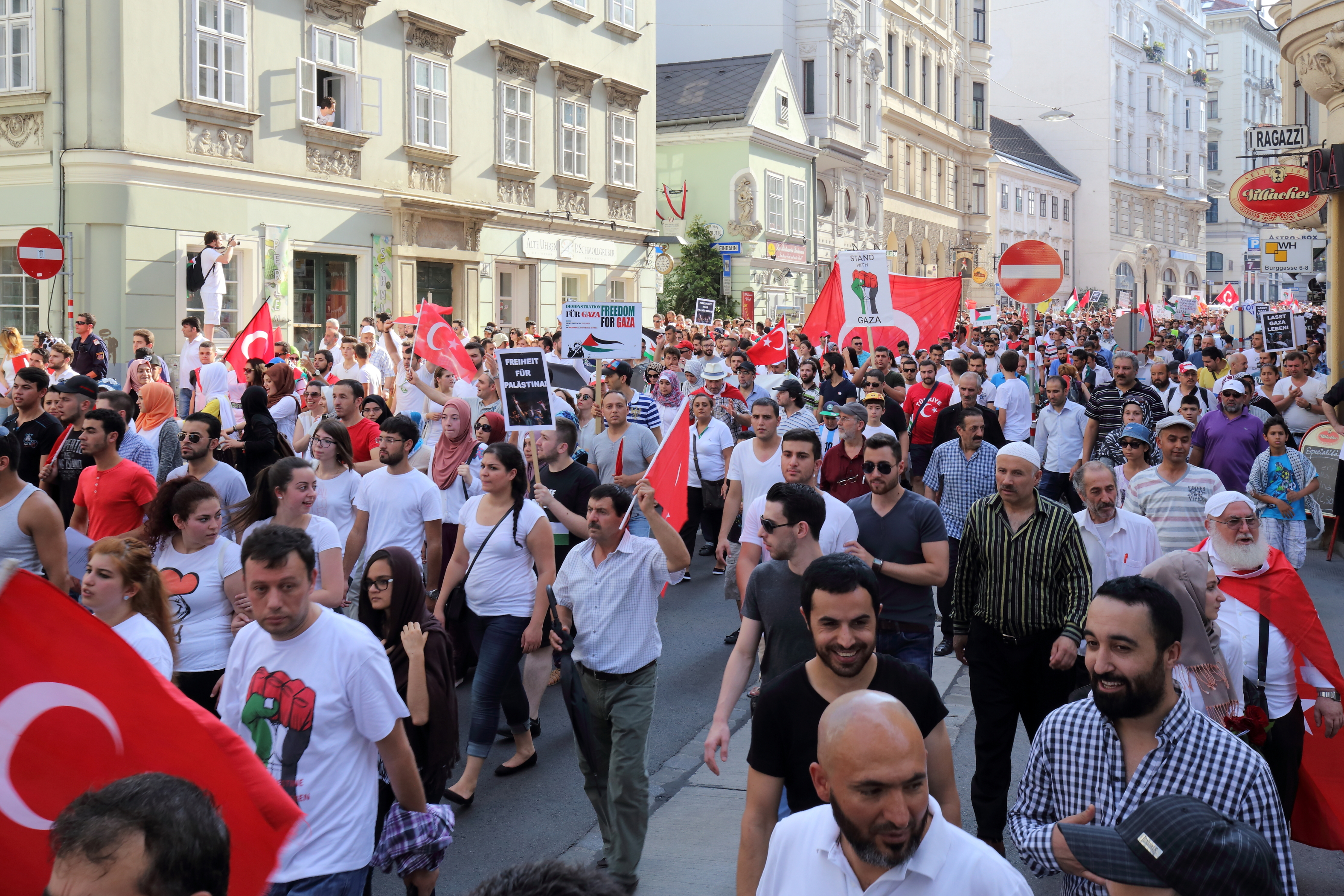
Manifestation pro-palestinienne à Vienne (Autriche).

La plus importante manifestation pro-palestinienne a eu lieu devant la Maison-Blanche le samedi 2 août 2014. Plusieurs milliers de personnes ont demandé la « fin de l'aide américaine à l'État hébreu » ou encore de « sanctionner Israël, un État terroriste ».

#### En soutien à Israël

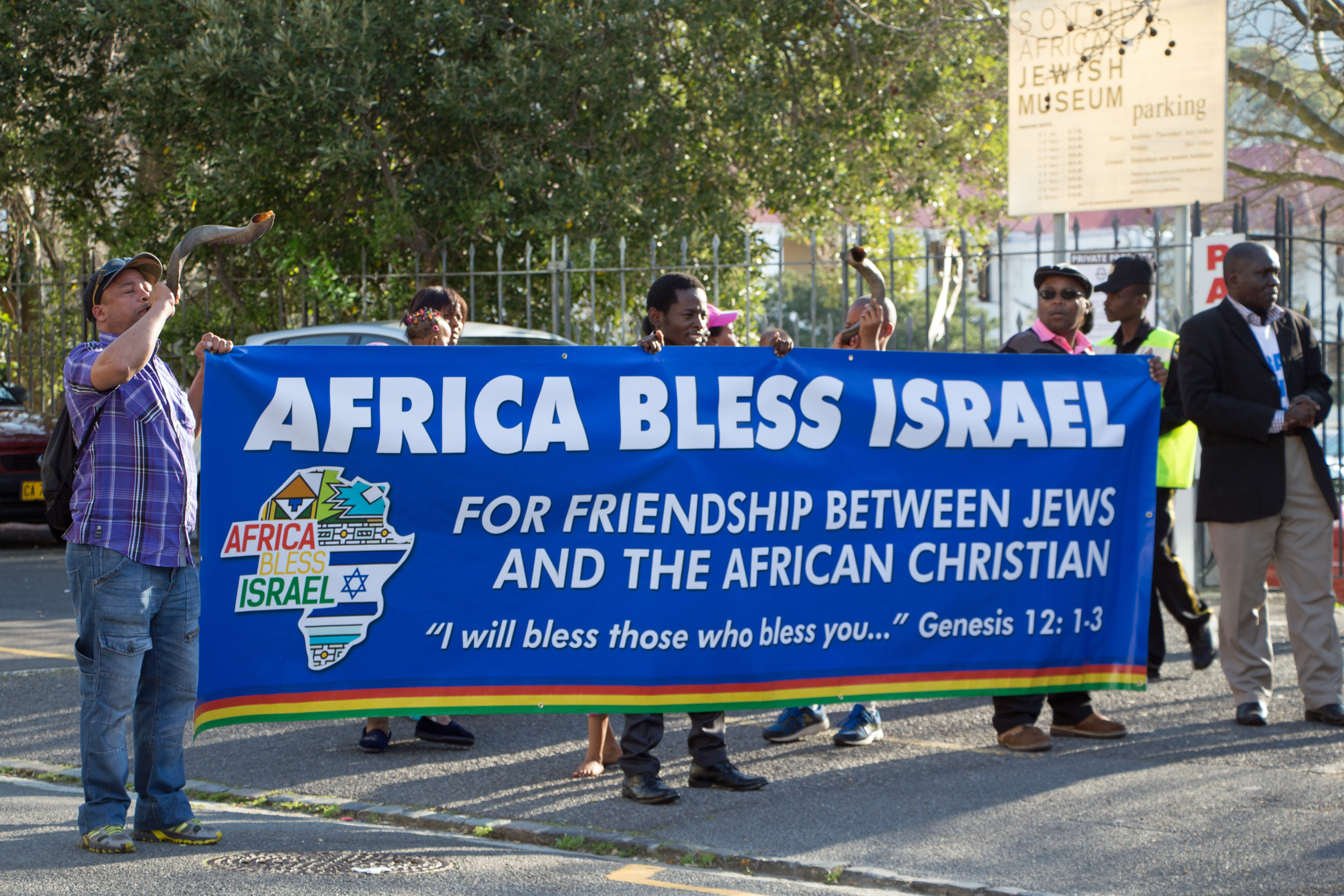
Manifestation de soutien à Israël au Cap (Afrique du Sud)

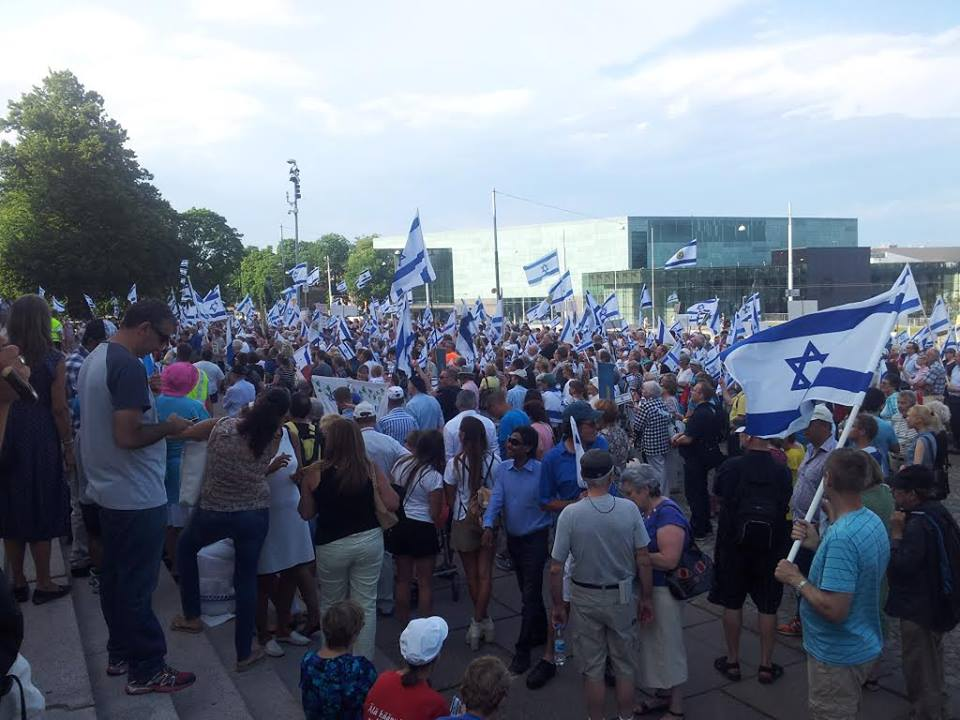
Manifestation de soutien à Israël à Helsinki (Finlande)

Des manifestations de soutien à Israël ont eu lieu dans plusieurs villes du monde comme à Londres où plusieurs centaines de personnes ont défilé le 20 juillet devant l'ambassade d’Israël. À Tel-Aviv, des personnes ont organisé une contre manifestation de soutien aux soldats de l'armée israélienne en réponse à une manifestation pro-palestinienne. L'organisation pro-Israël StandWithUs a demandé aux personnes qui soutiennent Israël de montrer qu’elles soutiennent le pays en envoyant une photo de leur passeport. 900 personnes de 100 nationalités différentes y ont participé.
Plus de 10 000 personnes ont participé à un rassemblement le 28 juillet à New York devant le siège des Nations unies pour exprimer leur solidarité à l’égard d'Israël, qui combat le Hamas à Gaza. Près de 500 personnes, selon l'estimation de la police, ont participé, dimanche 27 juillet, au rassemblement pro-israélien organisé devant l'ambassade d'Israël en Belgique, à Uccle. Aucun incident n'a été signalé.
Lors d'un rassemblement à Calcutta, en Inde, pour l'uniformisation du code civil indien et contre l'immigration illégale en provenance du Bangladesh, près de 10 000 personnes ont aussi exprimé leur soutien à Israël, rapporte le site indien d’information Bongvoice.com. « Nous soutenons Israël. Ils ont le droit de se défendre » a déclaré l'un des organisateurs de la manifestation.